# Spezia Calcio 2019-2020
Questa voce raccoglie le informazioni riguardanti lo Spezia Calcio nelle competizioni ufficiali della stagione 2019-2020.

## Stagione
Nella stagione 2019-2020 lo Spezia disputa il campionato di Serie B, con 61 punti ottiene il terzo posto finale, alle spalle delle promosse Benevento e Crotone. Disputa i Play-off con il vantaggio del terzo posto raggiunto, e lo sfrutta al meglio, superando nella doppia semifinale il Chievo, e poi nella doppia finale il Frosinone, conquistando per la prima volta nella sua storia la Serie A. Gli aquilotti allenati da Vincenzo Italiano ottengono 27 punti nel girone di andata e 34 nel girone di ritorno, blindando il terzo posto. Si è trattato di una stagione stupenda sul piano calcistico per i bianconeri dello Spezia che hanno coronato un sogno, ma terribile sul piano sociale, con la pandemia da Covid-19, che non ha lasciato scampo nemmeno al mondo del calcio, costretto a oltre tre mesi di sospensione, dal 10 marzo al 16 giugno 2020. Di fatto la promozione dello Spezia è giunta il 14 agosto 2020, e costretto a giocare molte partite a distanza di pochi giorni ed in stadi completamente vuoti. Nella Coppa Italia nel secondo turno lo Spezia supera la Pro Patria (5-0), ne terzo turno viene eliminata dal Sassuolo (1-0). Il Ghanese Emmanuel Gyasi con 10 reti è stato il miglior marcatore spezzino.

## Organigramma societario
Area direttiva
- Presidente Onorario: Gabriele Volpi
- Presidente: Stefano Chisoli
- Vice Presidente: Andrea Corradino
- Consiglio di Amministrazione: Stefano Chisoli, Giancarlo Coari, Andrea Corradino, Francesco Cuttica, Nicolò Peri
- Direttore Generale: Guido Angelozzi
- Segretario Generale: Pietro Doronzo
- Direttore Organizzativo: Mauro Ferrara
- Responsabile Amministrativo, Finanza e Controllo: Nicolò Pieri
- Segreteria Amministrativa: Elisabetta Anzuini, Nicolò Musetti

Area comunicazione e marketing
- Responsabile Commerciale e Marketing: Lorenzo Ferretti
- Addetto Marketing: Giovanni Spigno
- Supporter Liaison Officer: Luca Maggiani
- Responsabile Comunicazione e Ufficio Stampa: Gianluca Parenti

Area sportiva
- Direttore Tecnico: Guido Angelozzi
- Team Manager: Nazario Pignotti

Area tecnica
- Allenatore: Vincenzo Italiano
- Vice Allenatore: Daniel Niccolini
- Collaboratore tecnico: Marco Turati
- Preparatori atletici: Piero Campo, Simone Lorieri
- Preparatore dei Portieri: Catello Senatore
- Match Analyst: Angelo Porracchio

Area sanitaria
- Responsabile Sanitario: Stefano Gianni
- Medici sociali: Stefano Bondi, Maurizio Graziano
- Responsabile staff fisioterapia: Claudio D'Arcangelo
- Fisioterapisti: Robert Kindt, Damiano La Cognata, Lorenzo Tanzi
- Recupero Infortuni: Mirko Balestracci
- Osteopata: Riccardo Contigliani
- Nutrizionista: Giulia Martera
- Podologo: Nicola Gambino

## Rosa
| N. |                        | Ruolo | Calciatore         |
| -- | ---------------------- | ----- | ------------------ |
| 1  | Italia (bandiera)      | P     | Simone Scuffet     |
| 2  | Italia (bandiera)      | C     | Luca Vignali       |
| 3  | Uruguay (bandiera)     | D     | Juan Ramos         |
| 4  | Italia (bandiera)      | C     | Gennaro Acampora   |
| 5  | Italia (bandiera)      | D     | Riccardo Marchizza |
| 6  | Italia (bandiera)      | C     | Luca Mora          |
| 7  | Paesi Bassi (bandiera) | A     | Delano Burgzorg    |
| 7  | Italia (bandiera)      | A     | Antonio Di Gaudio  |
| 8  | Italia (bandiera)      | C     | Matteo Ricci       |
| 9  | Bulgaria (bandiera)    | A     | Andrej Gălăbinov   |
| 10 | Italia (bandiera)      | A     | Federico Ricci     |
| 11 | Ghana (bandiera)       | A     | Emmanuel Gyasi     |
| 12 | Lituania (bandiera)    | P     | Titas Krapikas     |
| 13 | Italia (bandiera)      | D     | Elio Capradossi    |
| 14 | Francia (bandiera)     | A     | M'Bala Nzola       |
| 15 | Italia (bandiera)      | A     | Giuseppe Mastinu   |

| N. |                              | Ruolo | Calciatore               |
| -- | ---------------------------- | ----- | ------------------------ |
| 16 | Italia (bandiera)            | C     | Paolo Bartolomei         |
| 17 | Islanda (bandiera)           | A     | Sveinn Aron Guðjohnsen   |
| 19 | Italia (bandiera)            | D     | Claudio Terzi (capitano) |
| 20 | Italia (bandiera)            | C     | Simone Bastoni           |
| 21 | Spagna (bandiera)            | D     | Salvador Ferrer          |
| 22 | Italia (bandiera)            | P     | Simone Barone            |
| 23 | Argentina (bandiera)         | C     | Tobías Reinhart          |
| 25 | Italia (bandiera)            | C     | Giulio Maggiore          |
| 26 | Marocco (bandiera)           | A     | Soufiane Bidaoui         |
| 27 | Italia (bandiera)            | C     | Leonardo Benedetti       |
| 28 | Croazia (bandiera)           | D     | Martin Erlić             |
| 29 | Antigua e Barbuda (bandiera) | C     | DJ Buffonge              |
| 31 | Canada (bandiera)            | P     | Axel Desjardins          |
| 32 | Italia (bandiera)            | A     | Antonino Ragusa          |
| 33 | Italia (bandiera)            | D     | Luigi Vitale             |

## Calciomercato

### Sessione estiva(dall'1/7 al 2/9)
| Acquisti | Acquisti           | Acquisti      | Acquisti            |
| R.       | Nome               | da            | Modalità            |
| -------- | ------------------ | ------------- | ------------------- |
| P        | Titas Krapikas     | Sampdoria     | definitivo          |
| P        | Simone Scuffet     | Udinese       | prestito            |
| D        | Elio Capradossi    | Roma          | riscatto cartellino |
| D        | Riccardo Marchizza | Sassuolo      | prestito            |
| A        | Delano Burgzorg    | De Graafschap | definitivo          |
| A        | Antonino Ragusa    | Verona        | prestito            |
| A        | Federico Ricci     | Sassuolo      | prestito            |

| Cessioni | Cessioni        | Cessioni    | Cessioni   |
| R.       | Nome            | a           | Modalità   |
| -------- | --------------- | ----------- | ---------- |
| P        | Eugenio Lamanna | Monza       | definitivo |
| D        | Tommaso Augello | Sampdoria   | definitivo |
| A        | David Okereke   | Club Bruges | definitivo |

### Sessione invernale(dal 2/1 al 31/1)
| Acquisti | Acquisti          | Acquisti | Acquisti |
| R.       | Nome              | da       | Modalità |
| -------- | ----------------- | -------- | -------- |
| A        | M'Bala Nzola      | Trapani  | prestito |
| A        | Antonio Di Gaudio | Verona   | prestito |
| D        | Luigi Vitale      | Verona   | prestito |

| Cessioni | Cessioni           | Cessioni        | Cessioni      |
| R.       | Nome               | a               | Modalità      |
| -------- | ------------------ | --------------- | ------------- |
| C        | Leonardo Benedetti | Sampdoria       | fine prestito |
| A        | Delano Burgzorg    | Heracles Almelo | prestito      |
| C        | DJ Buffonge        | Pergolettese    | prestito      |
| P        | Simone Barone      | Rimini          | prestito      |

## Risultati

### Serie B

#### Girone di andata
| Arbitro: | Sacchi (Macerata) |

|  |           |                                     |
|  | Marcatori | 48’ F. Ricci 51’ Gălăbinov 62’ Mora |

| Arbitro: | Volpi (Arezzo) |

|              |           |               |
| F. Ricci 44’ | Marcatori | 24’, 29’ Simy |

| Arbitro: | Robilotta (Sala Consilina) |

|             |           |  |
| Barison 49’ | Marcatori |  |

| Arbitro: | Ghersini (Genova) |

|                                    |           |                           |
| Capradossi 22’ M. Ricci 30’ (rig.) | Marcatori | 6’ Buonaiuto 90’ Iemmello |

| Arbitro: | Minelli (Varese) |

|                                                |           |  |
| Ninković 4’ (rig.) Da Cruz 45+1’ Ardemagni 60’ | Marcatori |  |

| Arbitro: | Amabile (Vicenza) |

|                           |           |                                           |
| Ragusa 39’ Bartolomei 74’ | Marcatori | 19’ Nzola 34’ Luperini 41’, 60’ Pettinari |

| Arbitro: | Marini (Roma) |

|  |           |           |
|  | Marcatori | 87’ Tello |

| Arbitro: | Massimi (Termoli) |

|            |           |                               |
| Machin 23’ | Marcatori | 69’ Bartolomei 71’ Gudjohnsen |

| Arbitro: | Di Martino (Teramo) |

|                            |           |  |
| Bidaoui 18’ Capradossi 52’ | Marcatori |  |

| Arbitro: | Serra (Torino) |

|              |           |             |
| Frattesi 71’ | Marcatori | 57’ Bidaoui |

| La Spezia 1º novembre 2019, ore 21:00 CET 11ª giornata | Spezia          | 0 – 0 referto | Chievo | Stadio Alberto Picco (5 224 spett.)\| Arbitro: \| Fourneau (Roma) \| |
| Arbitro:                                               | Fourneau (Roma) |               |        |                                                                      |

| Arbitro: | Volpi (Arezzo) |

|                                           |           |                 |
| M. Marconi 31’ Aya 87’ S. Benedetti 90+2’ | Marcatori | 69’, 76’ Ragusa |

| Arbitro: | Rapuano (Rimini) |

|                            |           |  |
| Guðjohnsen 26’ Bidaoui 90’ | Marcatori |  |

| Arbitro: | Maggioni (Lecco) |

|             |           |            |
| Rivière 38’ | Marcatori | 63’ Ragusa |

| Arbitro: | Sacchi (Macerata) |

|                        |           |  |
| Ragusa 33’ Mastinu 74’ | Marcatori |  |

| Venezia 14 dicembre 2019, ore 15:00 CET 16ª giornata | Venezia         | 0 – 0 referto | Spezia | Stadio Pier Luigi Penzo (2965 spett.)\| Arbitro: \| Pezzuto (Lecce) \| |
| Arbitro:                                             | Pezzuto (Lecce) |               |        |                                                                        |

| Arbitro: | Sacchi (Macerata) |

|                                      |           |                          |
| Maggiore 56’ Di Gaudio 72’ Nzola 84’ | Marcatori | 27’ Claiton 87’ Parigini |

| Chiavari 26 dicembre 2019, ore 21.00 CET 18ª giornata | Virtus Entella        | 0 – 0 referto | Spezia | Stadio comunale di Chiavari (3813 spett.)\| Arbitro: \| Abbattista (Molfetta) \| |
| Arbitro:                                              | Abbattista (Molfetta) |               |        |                                                                                  |

| Arbitro: | Massimi (Termoli) |

|                     |           |            |
| Ragusa 5’ Gyasi 83’ | Marcatori | 89’ Jallow |

#### Girone di ritorno
| Arbitro: | Marinelli (Tivoli) |

|           |           |                 |
| Gyasi 12’ | Marcatori | 36’ (rig.) Iori |

| Arbitro: | Serra (Torino) |

|                       |           |                      |
| Maxi López 47’ (rig.) | Marcatori | 34’ Nzola 78’ Ragusa |

| Arbitro: | Fourneau (Roma) |

|              |           |  |
| M. Ricci 69’ | Marcatori |  |

| Arbitro: | Aureliano (Bologna) |

|  |           |                                                   |
|  | Marcatori | 41’ (rig.) M. Ricci 60’ Nzola 73’ (rig.) F. Ricci |

| Arbitro: | Baroni (Firenze) |

|                                 |           |                 |
| Mastinu 66’ Gyasi 74’ Nzola 86’ | Marcatori | 30’ L. Morosini |

| Arbitro: | Sozza (Seregno) |

|               |           |           |
| Pettinari 35’ | Marcatori | 44’ Gyasi |

| Arbitro: | Volpi (Arezzo) |

|                                      |           |           |
| Improta 66’ Moncini 76’ N. Viola 89’ | Marcatori | 15’ Gyasi |

| Arbitro: | Pezzuto (Lecce) |

|                                   |           |  |
| Scognamiglio 49’ (aut.) Gyasi 60’ | Marcatori |  |

| Arbitro: | Aureliano (Bologna) |

|                                |           |                     |
| Calò 24’ Forte 50’ Bifulco 73’ | Marcatori | 57’ (rig.) M. Ricci |

| Arbitro: | Abbattista (Molfetta) |

|            |           |  |
| Ragusa 72’ | Marcatori |  |

| Arbitro: | Dionisi (L'Aquila) |

|           |           |                                |
| Segre 60’ | Marcatori | 72’, 76’ (rig.), 86’ Gălăbinov |

| Arbitro: | Ghersini (Genova) |

|           |           |                     |
| Gyasi 26’ | Marcatori | 38’, 85’ M. Marconi |

| Arbitro: | Pezzuto (Lecce) |

|                        |           |                      |
| Salvi 14’ Paganini 85’ | Marcatori | 50’ (rig.) Gălăbinov |

| Arbitro: | Marinelli (Tivoli) |

|                                                   |           |              |
| Gălăbinov 6’ Gyasi 20’ Mastinu 50’ (55) Nzola 66’ | Marcatori | 63’ Bruccini |

| Arbitro: | Amabile (Vicenza) |

|  |           |             |
|  | Marcatori | 49’ Mastinu |

| Arbitro: | Fourneau (Roma) |

|  |           |                  |
|  | Marcatori | 16’ (rig.) Aramu |

| Cremona 24 luglio 2020, ore 21:00 CEST 36ª giornata | Cremonese         | 0 – 0 referto | Spezia | Stadio Giovanni Zini (0 spett.)\| Arbitro: \| Massimi (Termoli) \| |
| Arbitro:                                            | Massimi (Termoli) |               |        |                                                                    |

| La Spezia 27 luglio 2020, ore 21:00 CEST 37ª giornata | Spezia           | 0 – 0 referto | Virtus Entella | Stadio Alberto Picco (0 spett.)\| Arbitro: \| Minelli (Varese) \| |
| Arbitro:                                              | Minelli (Varese) |               |                |                                                                   |

| Arbitro: | Marini (Roma) |

|           |           |                         |
| Gondo 30’ | Marcatori | 45+1’ L. Mora 90’ Nzola |

### Play-off
| Arbitro: | Ros (Pordenone) |

|                      |           |  |
| Đorđević 2’ Segre 9’ | Marcatori |  |

| Arbitro: | Abbattista (Molfetta) |

|                                     |           |                      |
| Gălăbinov 2’ Maggiore 50’ Nzola 53’ | Marcatori | 90+3’ (rig.) Leverbe |

| Arbitro: | Fourneau (Roma) |

|  |           |           |
|  | Marcatori | 21’ Gyasi |

| Arbitro: | Sacchi (Macerata) |

|  |           |            |
|  | Marcatori | 61’ Rohdén |

### Coppa Italia
| Arbitro: | Sozza (Seregno) |

|                                                                 |           |  |
| Gyasi 15’ Guðjohnsen 34’ F. Ricci 54’ M. Ricci 64’ Burgzorg 90’ | Marcatori |  |

| Arbitro: | Abisso (Palermo) |

|           |           |  |
| Traorè 9’ | Marcatori |  |

## Statistiche

### Statistiche di squadra
Statistiche aggiornate al 20 agosto 2020.
| Competizione | Punti       | In casa | In casa | In casa | In casa | In casa | In casa | In trasferta | In trasferta | In trasferta | In trasferta | In trasferta | In trasferta | Totale | Totale | Totale | Totale | Totale | Totale | DR  |
| Competizione | Punti       | G       | V       | N       | P       | Gf      | Gs      | G            | V            | N            | P            | Gf           | Gs           | G      | V      | N      | P      | Gf     | Gs     | DR  |
| ------------ | ----------- | ------- | ------- | ------- | ------- | ------- | ------- | ------------ | ------------ | ------------ | ------------ | ------------ | ------------ | ------ | ------ | ------ | ------ | ------ | ------ | --- |
| Serie B      | 61          | 19      | 10      | 4       | 5       | 30      | 18      | 19           | 7            | 6            | 6            | 24           | 22           | 38     | 17     | 10     | 11     | 54     | 40     | +14 |
| Play-off     | -           | 2       | 1       | 0       | 1       | 3       | 2       | 2            | 1            | 0            | 1            | 1            | 2            | 4      | 2      | 0      | 2      | 4      | 4      | +0  |
| Coppa Italia | Terzo Turno | 1       | 1       | 0       | 0       | 5       | 0       | 1            | 0            | 0            | 1            | 0            | 1            | 2      | 1      | 0      | 1      | 5      | 1      | +4  |
| Totale       | 61          | 22      | 12      | 4       | 6       | 38      | 20      | 22           | 8            | 6            | 8            | 25           | 25           | 44     | 20     | 10     | 14     | 63     | 45     | +18 |

### Andamento in campionato
| Giornata  | 1 | 2 | 3  | 4  | 5  | 6  | 7  | 8  | 9  | 10 | 11 | 12 | 13 | 14 | 15 | 16 | 17 | 18 | 19 | 20 | 21 | 22 | 23 | 24 | 25 | 26 | 27 | 28 | 29 | 30 | 31 | 32 | 33 | 34 | 35 | 36 | 37 | 38 |
| --------- | - | - | -- | -- | -- | -- | -- | -- | -- | -- | -- | -- | -- | -- | -- | -- | -- | -- | -- | -- | -- | -- | -- | -- | -- | -- | -- | -- | -- | -- | -- | -- | -- | -- | -- | -- | -- | -- |
| Luogo     | T | C | T  | C  | T  | C  | C  | T  | C  | T  | C  | T  | C  | T  | C  | T  | C  | T  | C  | C  | T  | C  | T  | C  | T  | T  | C  | T  | C  | T  | C  | T  | C  | T  | C  | T  | C  | T  |
| Risultato | V | P | P  | N  | P  | P  | P  | V  | V  | N  | N  | P  | V  | N  | V  | N  | V  | N  | V  | N  | V  | V  | V  | V  | N  | P  | V  | P  | V  | V  | P  | P  | V  | V  | P  | N  | N  | V  |
| Posizione | 2 | 8 | 12 | 13 | 15 | 16 | 18 | 15 | 15 | 16 | 15 | 17 | 16 | 16 | 13 | 14 | 10 | 14 | 12 | 14 | 11 | 9  | 5  | 2  | 3  | 4  | 4  | 5  | 4  | 3  | 4  | 6  | 4  | 3  | 3  | 3  | 3  | 3  |

Fonte:  Serie B, su calcio.com.
Legenda:

Luogo: C = Casa; T = Trasferta. Risultato: V = Vittoria; N = Pareggio; P = Sconfitta.